# Miguel Mesones
Miguel Ángel Mesones (n. Montevideo, Uruguay, 16 de mayo de 1968) es un exfutbolista uruguayo que jugó como mediocampista. Ha militado en diversos clubes de Uruguay y Chile.

## Clubes
| Club                   | País    | Año       |
| ---------------------- | ------- | --------- |
| Liverpool (Montevideo) | Uruguay | 1996-1997 |
| Rangers                | Chile   | 1998      |
| Basañez                | Uruguay | 1999      |
| Deportivo Maldonado    | Uruguay | 1999-2000 |
| Central Español        | Uruguay | 2000-2001 |
| Defensor Sporting      | Uruguay | 2002      |
| Deportivo Colonia      | Uruguay | 2003      |
| Bella Vista            | Uruguay | 2003-2005 |